# Ahoyéyé
Ahoyéyé è un arrondissement del Benin situato nella città di Pobè (dipartimento dell'Altopiano) con 10.754 abitanti (dato 2006).